# 伯讷比特尔
伯讷比特尔是德国石勒苏益格－荷尔斯泰因州的一个市镇。总面积20.40平方公里，总人口2058人，其中男性990人，女性1068人（2011年12月31日），人口密度101人/平方公里。